# Dobpergést kérek! (Így jártam anyátokkal)
A "Dobpergést kérek!" az Így jártam anyátokkal című televízió-sorozat első évadának tizenharmadik epizódja. Eredetileg 2006. január 23-án vetítették, míg Magyarországon 2008. október 17-én.
Ebben az epizódban Ted kellemes estét tölt el egy ismeretlen lánnyal az esküvő után, viszont másnap már nem találja őt. 

## Cselekmény
Ted felidézi az előző estéjét Marshall és Lily előtt. Minden úgy kezdődött, hogy felfigyelt egy szép lányra Claudia és Stuart esküvőjén. A lány, Victoria, elárulja neki, hogy nem szokott esküvőkön randizni, mert szerinte ilyenkor minden érzelgősködés csak megjátszott. Mivel Ted meggyőzi, belemegy abba, hogy együtt töltsék az estét, de csak úgy, ha utána többé nem találkoznak. Először álneveket használnak egymás előtt: Victoria Boglárkának nevezi magát, de mivel Barney lelövi a poént, ezért utána a saját nevüket használják. Ted ellop egy üveg pezsgőt, Victoria pedig a menyasszony csokrát. A bálteremben kötnek ki, ahol táncolnak, zongoráznak, és majdnem csókolóznak is. Erre azért nem kerül sor, mert Victoria szerint ha rossz lenne, az elrontaná a pillanatot, és az izgalmas résznél érdemes abbahagyni.
Marshallék itt félbeszakítják a történetet, mert szerintük hülyeség, hogy legalább a számát nem kérte el. Ted rádöbben, hogy szeretne újra találkozni Victoriával. Felhívja Claudiát, de ő közli vele, hogy Victoria nevű vendég nem volt a vendéglistán. Ted úgy véli, hogy akkor hátha koszorúslány volt. Barneyval telefonál egyet, de kiderül, hogy a lány nem is koszorúslány volt.
Megérkezik Robin, és elújságolja, hogy az előző estének köszönhetően ő az új helyettes hétvégi hírolvasó. Lily mesél Victoriáról, és Robin erre közli, hogy tudja, ki ő. Ugyanis az esküvő napján este mégis elment a lagziba, hogy meglepje Tedet. Mikor meglátja Victoriával, a vécébe szalad és sírni kezd. Maga Victoria vigasztalja meg és ajándékozza neki a csokrot. Lily rámutat, hogy eszerint mégiscsak érez valamit Ted iránt, amit Robin elismer, azzal, hogy tudja, ebből sosem lesz semmi, mert Ted esküvőt szeretne, ő pedig nem. Szeretné elmondani Tednek, hogy kicsoda Victoria, de Lily szerint inkább vallja meg az érzéseit, s így teljesen elbizonytalanodik.
Megkeresi Tedet, aki Marshall-lal és Barneyval ül a MacLaren's-ben. Még mielőtt bármit szólhatna, Claudia hívja Tedet, hogy bocsánatot kérjen. Ted rákérdez, honnan van az esküvői torta, és azt a választ kapja, hogy a Boglárka Cukrászdából. Ted rájön, hogy Victoria volt a cukrász, aki a tortáért felel, és elrohan. Robin meg sem próbálja őt megállítani. Mikor Ted a cukrászdába ér és meglátja Victoriát, egymás nyakába borulnak és csókolóznak.

## Kontinuitás
- Marshall szerint Victoria egy szellem lehetett. "A párkereső" című rész óta ismeretes hite a természetfelettiben.
- Claudia a drága vodka-áfonyára panaszkodik a reptérről telefonálva, amit az előző részben is ivott. Továbbá leteremti Tedet, amiért mégsem hozta magával Robint.

## Jövőbeli visszautalások
- Lily ebben a részben fedezi fel, hogy Robin érez valamit Ted iránt. A következő részben Barney fedezi fel, Ted és Marshall pedig a "Kettő után semmi jó nem történik" című részben. "A közös este" című részben Jövőbeli Ted meg is jegyzi, hogy abban az epizódban nem minden titkot fedtek fel, miközben Robint mutatják, ahogy nevetve nézi a Ted által neki vett csere-lábtörlőt.
- Barney úgy akarja megfektetni a koszorúslányt, hogy azt hazudja, csatlakozik a Békehadtesthez. "A közös este" című részből kiderül, hogy ezt tényleg tervezte is korábban.
- Victoria elméletét arról, hogy a csók egy első találkozás alkalmával sok mindent elronthat, igazolást nyer, amikor Ted a húszéves évfolyamtalálkozójukon felfedezi, hogy Alexa Leskys szerint túl sok nyelvet használt közben a gólyatáborban.
- Marshall étvágya több későbbi epizódnak is tárgya lesz.

## Érdekességek
- Ha a műsort 13 rész után törölték volna, a készítők szándéka szerint Victoria lett volna az Anya. Ennek nem mond ellent az a később rögzített megállapítás, hogy Ted a gyerekei anyját egy esküvőn ismerte meg.
- Az esküvői képes montázsokon a második képen a sorozat készítője, Craig Thomas és felesége láthatók. Róluk mintázták Marshall és Lily figuráját.

## Vendégszereplők
- Ashley Williams – Victoria
- Matt Boren – Stuart
- Virginia Williams – Claudia
- Napiera Groves – Tanya
- Kelly Stables – masszőr

## Zene
- Scott Joplin – Entertainer (Ted játssza a zongorán)
- Michael Bublé – You Don't Know Me
- Pavement – Spit on a Stranger